# 沈小民
沈小民（英語：Sham Siu-man，1961年—），前香港區域法院法官，在新加坡長大。據《頭條日報》報導，沈小民是《香港國安法》訂立後首名決定移居海外的法官。

## 背景
沈小民於1987年於英國基理大學取得社會科學士（法律及經濟）學位，1989年後完成英國法律教育委員會大律師公會期終試。分別於1989年及1990年取得英國及香港大律師資格並開始於香港執業。
1997年，沈小民獲委任為裁判官，2012年9月晉升為區域法院法官。

## 受爭議案件
2017年3月17日，沈小民判決三名參與2016年旺角騷亂的被告入獄三年。 
沈小民曾處理數宗反修例涉及暴動控罪的案件，曾被《文匯報》批評「放生暴徒」。
沈小民先後於2020年10月及2021年2月下旬，處理831及10.1案，兩案十四名被控暴動罪、串謀參與暴動罪的被告，均獲沈裁定罪名不成立。在沈小民裁定831案8人暴動罪不成立後，中聯辦控制的報章《文匯報》批評裁決令「攬炒派拍手稱快」，斥責其判詞「替黑衣人鳴冤。」《文匯報》其後更於報道中批評沈小民，「4 個月內放生 14 暴徒」。
831案包括「陣地社工」成員陳虹秀等 8 人，被控暴動罪。沈小民在裁決中指，「逃跑不一定因畏罪，也不應將穿着黑衣的人隨意視為參與暴動，故控方未能在毫無合理疑點下證明有關控罪。」不過，律政司事後以案件呈述方式提出上訴。
2019年10月1日，警方在銅鑼灣一個經旅遊住宿租賃平台Airbnb租用的單位內，搜出白電油及玻璃樽等，控告 6 人串謀參與暴動等罪。沈小民裁定，案中被告全部罪名不成立。沈小民認為，就不在場被捕的第六被告沈卓勤而言，單位業主的證供薄弱，只能口述租客名字為「卓簡深」；至於其餘被告亦難以只憑身處於同一單位內、社交媒體有針對警方的信息等理由，而證明各人有串謀協議。沈官基於「控方案情實在存有太多可能性」，裁定控方未能舉證至毫無合理疑點，
另外，沈小民曾處理10.1黃大仙案，20歲男生被指於前年10月1日參與包圍黃大仙紀律部隊宿舍，遭驅散時向警方擲物。男生否認暴動罪受審，沈小民裁定他無罪，當庭釋放。法官稱，被告頭部受傷是客觀事實，綜觀案發環境，唯一可能是警方施襲造成，惟兩名出庭作供警員均否認施襲，故認為兩名警員未有把真相道出，甚至稱兩警有可能在供辭「添枝加葉」。
2023年7月14日，上訴庭裁定，律政司就831案及2019年10月1日的白電油案中被告被前法官沈小民裁定無罪的案件上訴得直，需發還區域法院，且由另一法官重審。